# Huachichiles
Huachichiles är en ort i Mexiko.   Den ligger i kommunen San Dimas och delstaten Durango, i den centrala delen av landet, 800 km nordväst om huvudstaden Mexico City. Huachichiles ligger 2 768 meter över havet och antalet invånare är 109.
Terrängen runt Huachichiles är kuperad åt sydost, men åt nordväst är den bergig. Runt Huachichiles är det mycket glesbefolkat, med 3 invånare per kvadratkilometer. Närmaste större samhälle är Tayoltita, 18,5 km väster om Huachichiles. I omgivningarna runt Huachichiles växer i huvudsak blandskog.